# Victor Paysant
Victor Édouard Paysant, né le 17 janvier 1841 à Fel (Orne), de Noël Paysant et de Pauline Mélanie Lebas, fut curé de Ménil-Gondouin (Orne) de 1873 à sa mort le 26 juillet 1921, et artisan de l'église vivante et parlante visible en ce lieu et restaurée au début des années 2000.

## Biographie

### L'homme d'église
Il commença sa carrière ecclésiastique comme vicaire à Ceaucé en 1867, avant de prendre son poste définitif en 1873 qu'il occupa pendant presque cinquante ans. Son activité dans la décoration de l'église a eu un but pastoral. Toujours dans le même but, il écrivit un Cantique des Mages et même une cantate, faisant exécuter par les membres de la paroisse des jeux scéniques à l'occasion des diverses fêtes religieuses.

### L'homme de culture
À peine en place, il eut comme objet de sauver ou restaurer nombre de statues anciennes. Son intérêt se portait aussi sur d'autres sujets de culture plus générale : Membre de la Société historique et archéologique de l'Orne, il fit de nombreux pèlerinages et voyages (au Proche-Orient, en Italie et dans d'autres pays d'Europe). En outre, il  herborisait.

### Un personnage au caractère atypique
Le personnage a marqué les esprits par son côté atypique qui n'a pas manqué de trancher avec l'attitude de la plupart des prêtres de l'époque. Un de ses contemporains a pu le dépeindre ainsi: « Sous un aspect un peu rude et franc, au langage direct, c'était un cœur d'or et un esprit cultivé et novateur. » Il était en outre adepte de la bicyclette sur toutes les routes.
Les anecdotes ainsi que l'œuvre du personnage persistent, presque un siècle après son décès.

### L'église vivante et parlante
L'abbé Paysant arriva au village alors que la nouvelle église venait d'être bâtie en 1870. Il ne cessa d'adapter la construction à l'idée qu'il se faisait de sa mission dans la décoration que ce fût par les peintures ou par la mise en place de statues.

#### La décoration de l'église

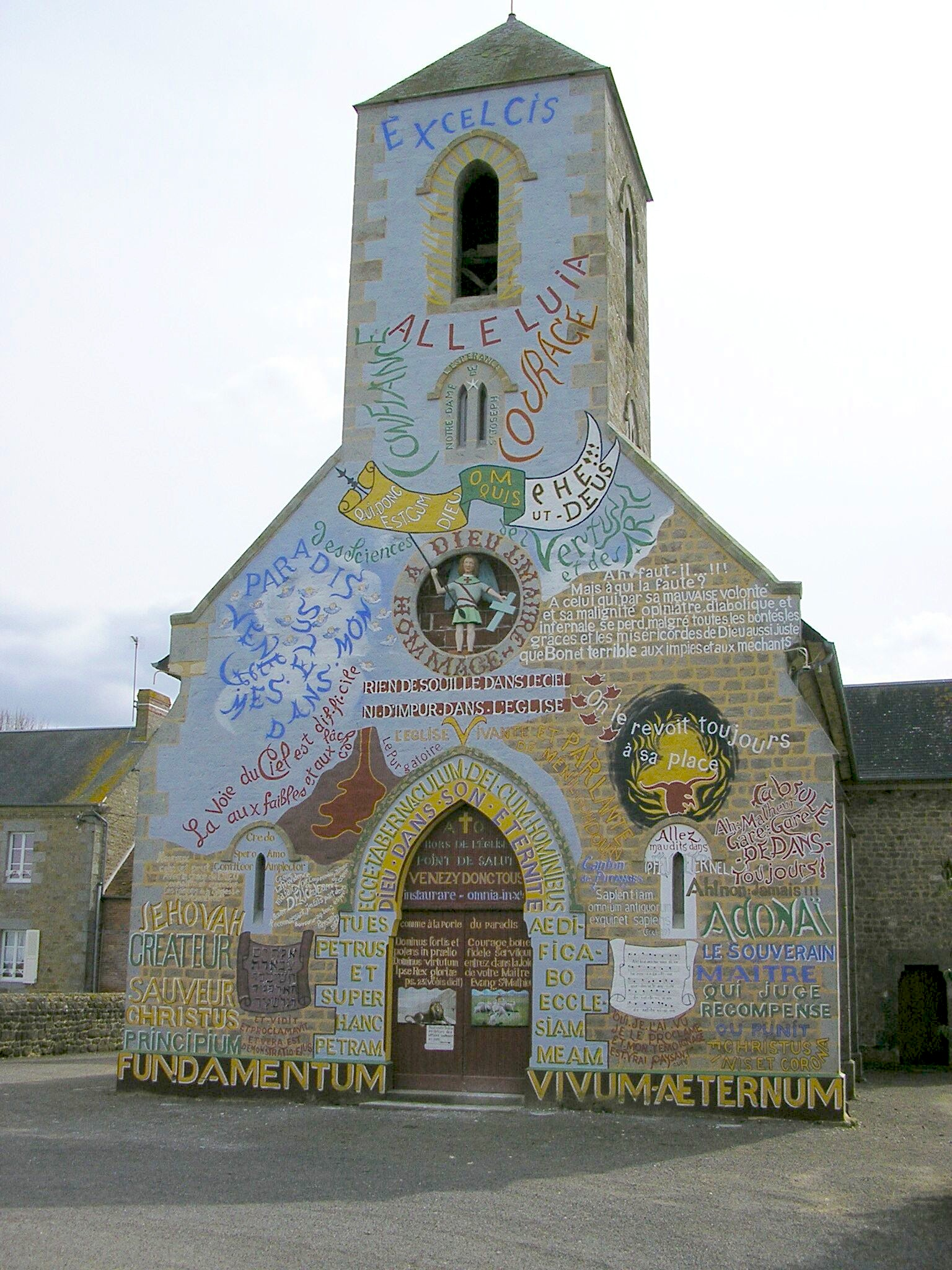
Façade de l'église parlante de Ménil-Gondouin.

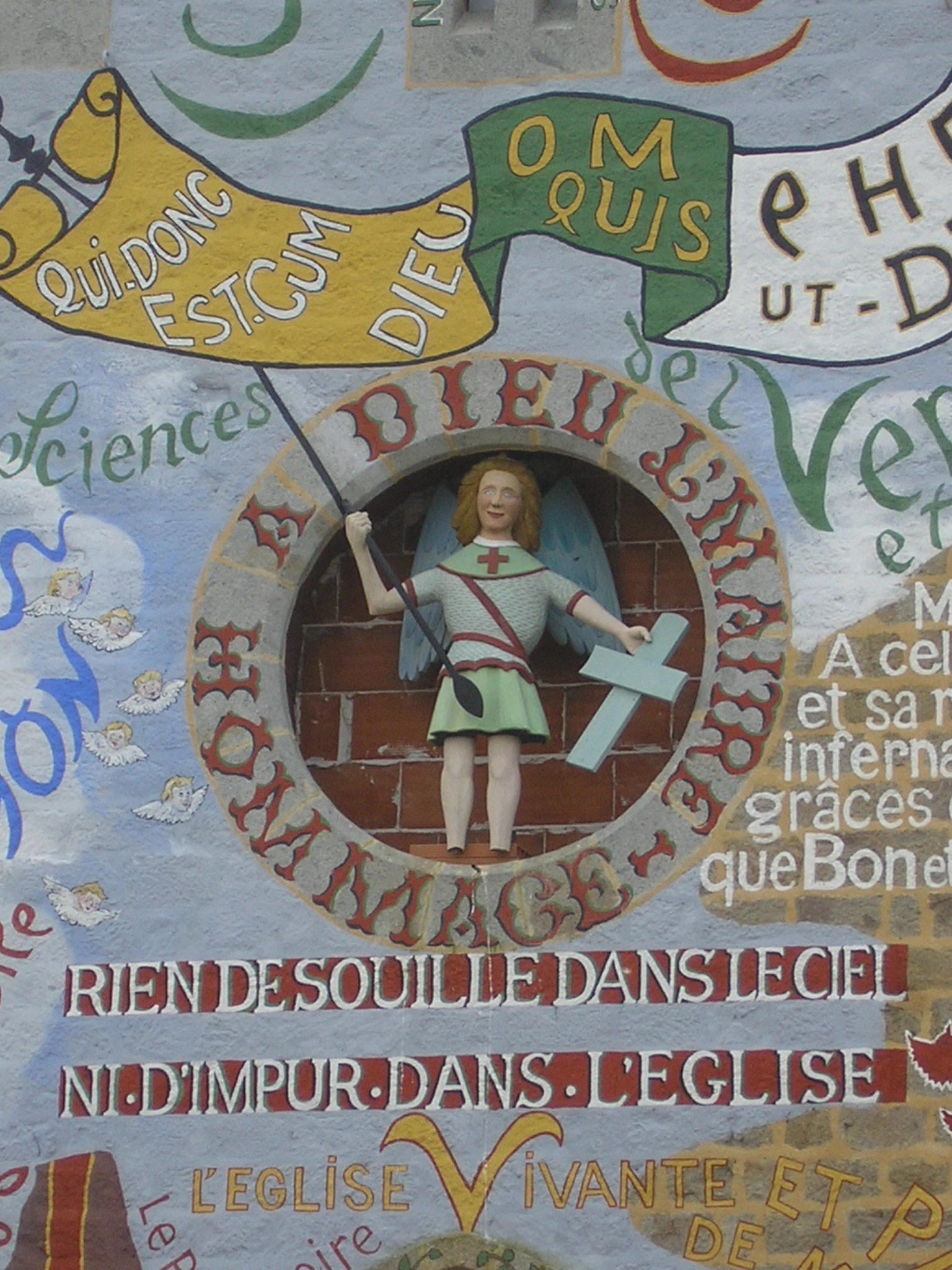
Détail de la façade de l'église parlante de Ménil-Gondouin.

La longue présence à Ménil-Gondouin a laissé des traces, dont la décoration de la nouvelle église Saint-Vigor : la façade, la voûte, le portail) sont ornés de motifs religieux et d'extraits des Écritures saintes ou de la vie des saints, en français comme en latin. Ces décorations avaient un but pastoral, l'abbé ayant souhaité en faire « un vrai musée catholique et chrétien ».
Ce style rattache le monument à l'art brut.
L'abbé fit installer également à l'intérieur de l'église un grand nombre de statues, parfois anciennes, dont la plupart sont perdues.

#### Histoire depuis la mort de l'abbé
À la mort de l'abbé, l'administration du diocèse de Sées décida d'effacer les traces de ses frasques : la façade fut passée à la chaux et l'ensemble de la décoration intérieure revue.
La sécheresse de 1976 fit ressortir un certain nombre de fresques et une association locale du Houlme sensibilisa la population locale à ce patrimoine méconnu.
Après 2001, la municipalité de la commune décida de réhabiliter celui-ci, et œuvra pour parvenir à boucler le financement de l'opération, non sans avoir obtenu l'autorisation de l'évêché. Le maire de la commune, M. Guy Béchet, fit une marche jusqu'à Rome afin d'aider à rassembler les fonds disponibles et la médiatisation de ses efforts lui gagna l'appui de la Fondation du Patrimoine.
Avec l'aide de la mémoire d'une personne âgée, ainsi qu'avec les nombreuses cartes postales - 180 recensées - éditées au début du siècle, la restauration extérieure put commencer en juillet 2004, suivie par celle de l'intérieur de l'édifice achevée en juin 2006.

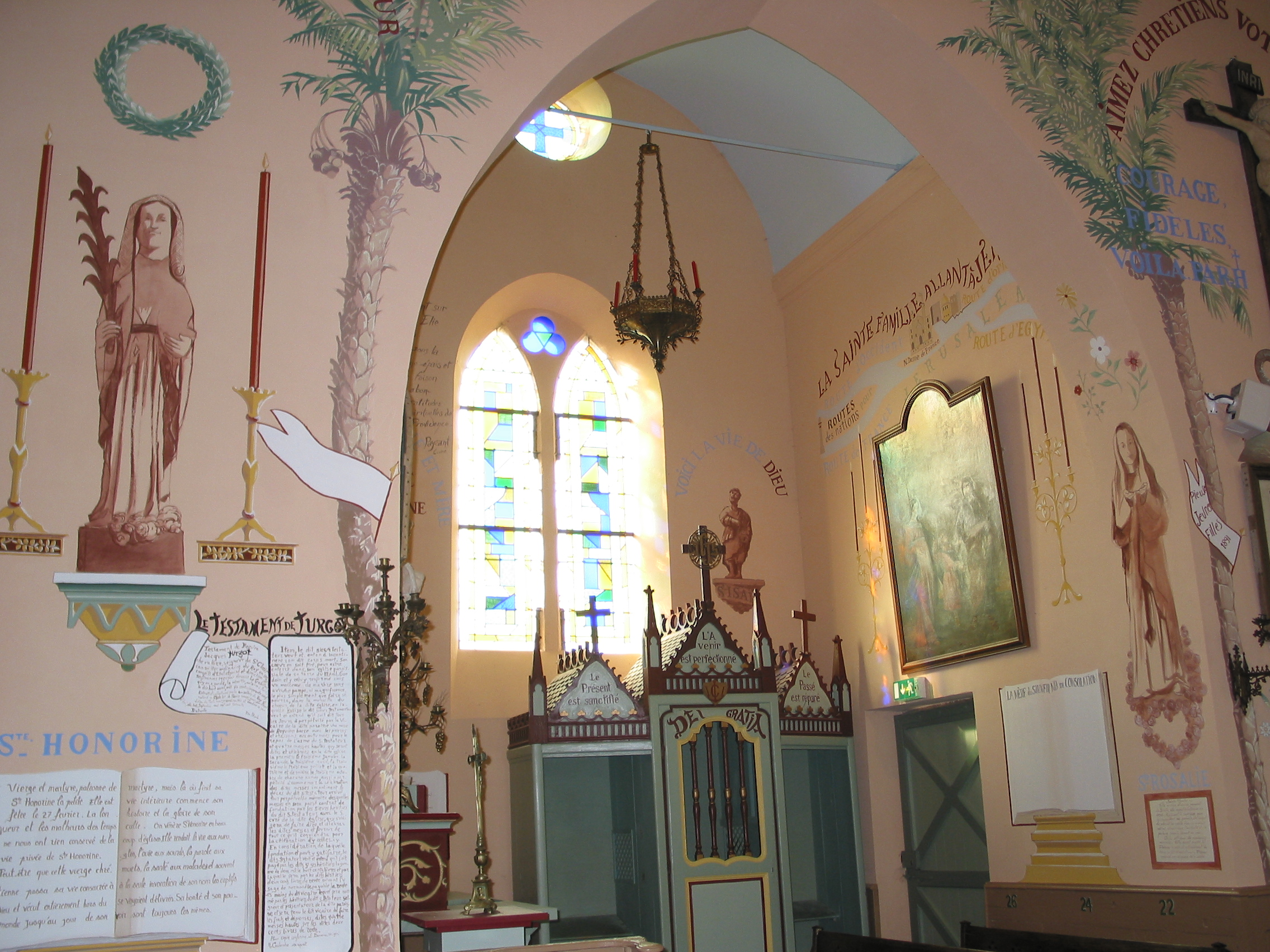
Vue vers le confessionnal.
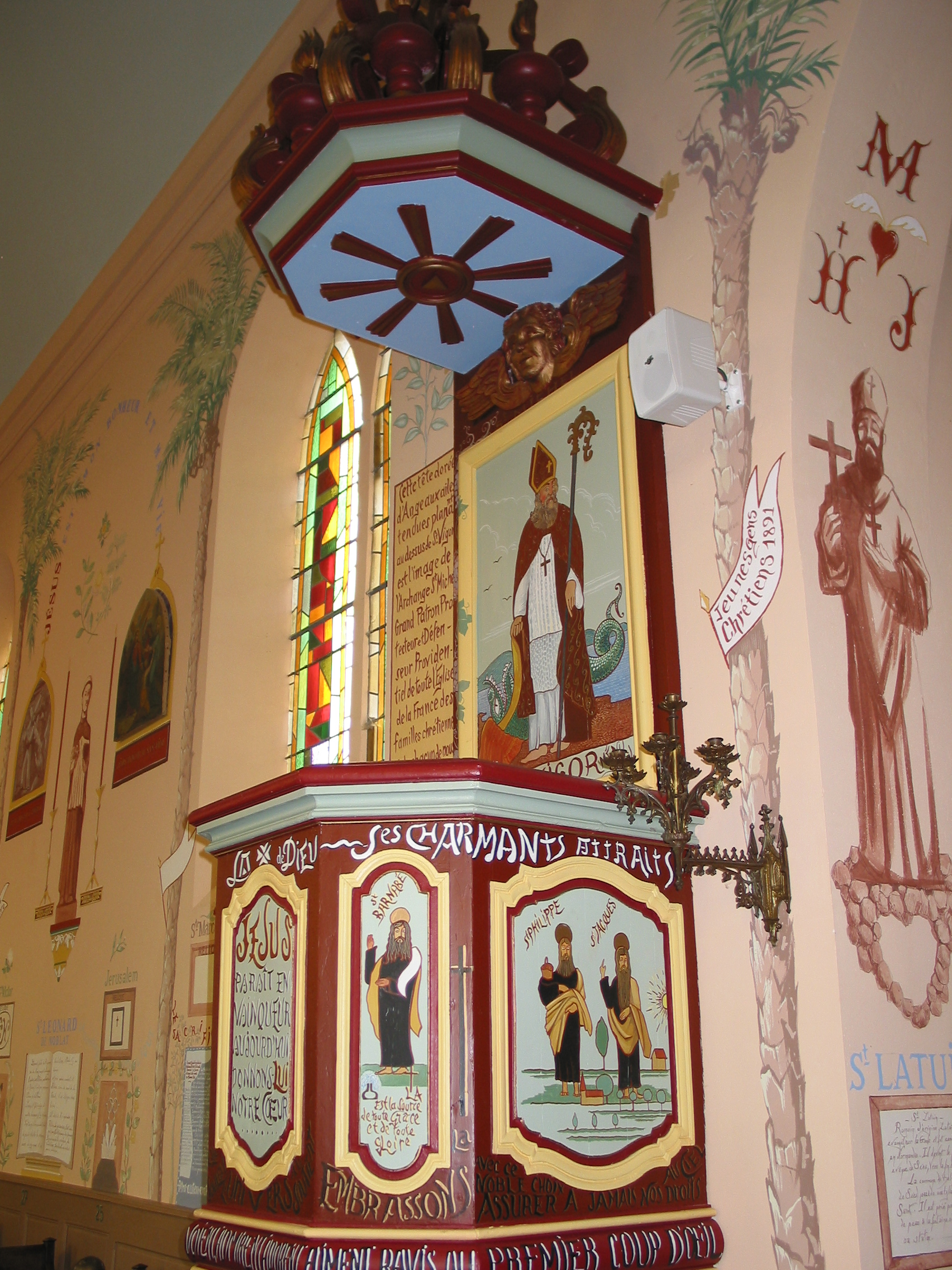
La chaire.
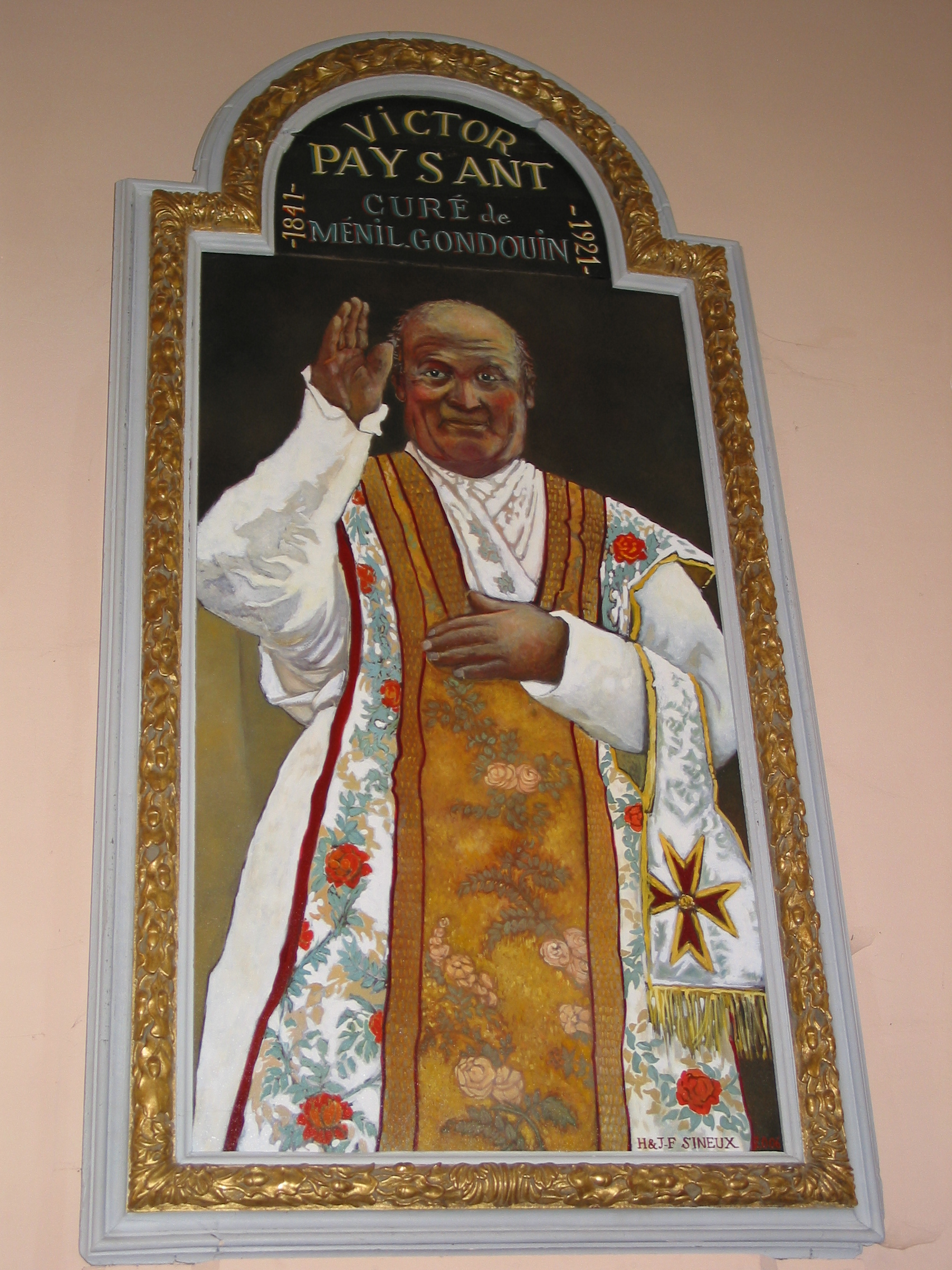
Portrait peint de Victor Paysant.

### Les abbés créateurs
- L'abbé Fouré
- L'abbé Coutant